# Clytellus kiyoyamai
Clytellus kiyoyamai là một loài bọ cánh cứng trong họ Cerambycidae.